# Peperomia abyssinica
Peperomia abyssinica  es una especie fanerógama de uno de los dos grandes géneros de la familia de las piperáceas. Es originaria de África.

## Descripción
Es una planta herbácea, a menudo epífita, ± suculenta; sin estípulas y con flores hermafroditas que se encuentran sostenidas por pequeñas brácteas carnosas. Con dos estambres. Ovario de un único carpelo, estilo sencillo. El fruto una baya de pequeño tamaño.

## Distribución y hábitat
Se encuentra en lugares rocosos, por ejemplo, entre los cantos rodados del lecho de los ríos; en el bosque de galería o en los bosques lluviosos de hoja perenne, con parches en  bosques de Widdringtonia y Brachystegia limitando con bosques de hoja perenne, a veces en los troncos domo epífitas; en una altura de (1750 -) 1900 a 2900 (-3150) m alt en Etiopía; y 750. m en Mozambique.